# Ninad Kamat
Ninad Kamat es un actor de cine de Bollywood y cantante indio. Algunas de sus películas en la que tuvo éxito de taquilla son Zabardast, Kabhi Up Kabhi Down, Shiva, Lage Raho Munnabhai, 7½ Phere, Viruddh, Dus, Parineeta, Zeher, Sangharsh y Doli Sajake Rakhna. También ha incursionado en la música como cantante de playback en las películas como Shiva y Darna Mana Hai. Es considerado como uno de los principales talentos expresivos de su natal India, después de haber interpretado con voz para miles de cortes publicitarios comerciales. Ha sido relacionados con famosos cantantes y actores como Amitabh Bachchan, Sachin Tendulkar, Will Smith, Jim Carrey y entre otros más.

## Filmografía

### Como actor
| Película                | Año  | Personaje |
| ----------------------- | ---- | --------- |
| Airlift                 | 2016 | Kurien    |
| Force                   | 2011 | Vasu      |
| Shoonya                 | 2011 |           |
| Bachelor Party          | 2009 |           |
| Laaga Chunari Mein Daag | 2007 | Karan     |
| Lage Raho Munna Bhai    | 2006 | Advocate  |
| Shiva                   | 2006 |           |
| Viruddh                 | 2005 |           |
| Dus                     | 2005 | Roy       |
| 71/2 Phere              | 2005 |           |
| Parineeta               | 2005 | Ajit      |
| Zeher                   | 2005 | James     |
| Sangharsh               | 1999 |           |
| Doli Saja Ke Rakhna     | 1998 |           |

### Como cantante de playback
| Película       | Año  | Song                                    |
| -------------- | ---- | --------------------------------------- |
| One Two Three  | 2008 | Lakshmi Narayan                         |
| Shiva (film)   | 2006 | ???                                     |
| Darna Mana Hai | 2003 | Darna Mana Hai and Darna Mana Hai Remix |

## Televisión
| Series                      | Año         | Personaje | Canal  |
| --------------------------- | ----------- | --------- | ------ |
| Campus                      | 1994        | Shakti    |        |
| Gralakshmi ka Jinn          | 1994        |           |        |
| Gopaljee                    | 1996        |           |        |
| Gudgudee                    | 1998        | Raghu     |        |
| Imtihaan                    |             |           |        |
| Sailaab (TV series)         | (1995-1998) | Ashish    | Zee TV |
| Home Sweet Home (TV series) | (2005)      | Sandy     | Zee TV |